# Burg La Bâtiaz
Die Burg La Bâtiaz (französisch Château de la Bâtiaz) ist die Ruine einer Höhenburg in Martigny im Kanton Wallis in der Schweiz.

## Geschichte
Der Bischof von Sitten Landri de Mont ordnete 1232 den Bau einer Burg an, um die strategisch wichtige Passstrasse zum Grossen St. Bernhard zu kontrollieren. Die Burg La Bâtiaz (abgeleitet vom Wort bastida für „Festung“) diente als Ersatz für die Festung La Crête in Martigny-Bourg.
Nach 1250 erklärte Herzog Peter von Savoyen dem Bischof von Martigny den Krieg. Er eroberte die beiden Festungen La Bâtiaz und La Crête, die nach einigen Jahren aufgegeben wurde, und liess den mächtigen, bis heute erhaltenen Rundturm errichten. La Bâtiaz fiel anschliessend an den Bischof von Sitten, der die Burg ausbaute.
Während der Burgunderkriege im 15. Jahrhundert blieb die Burg Schauplatz von Konflikten zwischen den Herzögen von Savoyen und dem Bischof von Sitten und wechselte mehrmals den Besitzer. Infolge der bürgerkriegsähnlichen Auseinandersetzungen zwischen Georg Supersaxo und Matthäus Schiner wurde die Burg im Jahre 1518 auf Befehl von Supersaxo niedergebrannt.
Die Burg wurde nicht mehr aufgebaut, ist jedoch nach Restaurierungsarbeiten im Jahre 1980 wieder in gutem Zustand. Sie kann im Sommerhalbjahr besichtigt werden, wobei bei schönem Wetter einige Belagerungsmaschinen in Funktion gezeigt werden.
Die Burg ist ein Kulturgut von nationaler Bedeutung.